# Джеффриз, Майк
Майкл Дже́ффриз (англ. Michael Jeffries; род. 20 мая 1962, Линн, Массачусетс) — американский футболист, игрок в шоубол и футбольный тренер.

## Биография

### Университетский футбол
В 1980—1983 годах Джеффриз обучался в Университете Дьюка и играл за университетскую футбольную команду. Дважды, 1982 и 1983 годах, включался в символическую сборную Конференции атлантического побережья. По итогам 1983 года Джеффриз также был включён в первую всеамериканскую символическую сборную и удостоился Hermann Trophy, приза лучшему игроку студенческого футбола США. Окончил университет со степенями бакалавра по специальностям «Электротехника» и «Публичная политика».

### Клубная карьера
На драфте Североамериканской футбольной лиги 1984 Джеффриз был выбран под третьим номером командой «Миннесота Страйкерс». После роспуска NASL выступал в MISL: ещё три сезона провёл в «Миннесоте Страйкерс», один сезон провёл в «Даллас Сайдкикс». Завершил карьеру из-за разрыва передней крестообразной связки колена.

### Международная карьера
Представлял США на Маккабианских играх 1981.
За сборную США Джеффриз сыграл в трёх товарищеских матчах 1984 и 1985 годов.

### Постигровая карьера
После завершения игровой карьеры Джеффриз переехал в Новый Орлеан и стал финансовым консультантом в компании Smith-Barney. Получил степень магистра в Тулейнском университете по специальности «Финансы». Основал Lafreniere Select Soccer Program, где работал директором по тренерской деятельности в 1992—1996 годах.

### Тренерская карьера
Тренерскую карьеру Джеффриз начал в клубе «Нью-Орлинз Ривербоут Гамблерс», который возглавлял в течение трёх сезонов.
В 1998 году вошёл в тренерский штаб клуба-новичка MLS «Чикаго Файр» в качестве ассистента.
23 января 2001 года Джеффриз был назначен главным тренером «Даллас Бёрн». 15 сентября 2003 года «Даллас Бёрн» уволил Джеффриза. К этому моменту клуб проводил худший сезон в своей истории, из 24-х матчей выиграв только четыре.
В 2004 году он ассистировал на общественных началах в футбольной команде Южного методистского университета.
В 2005 году тренировал футбольную команду Университета Воплощённого Слова.
В декабре 2005 года вернулся в свою альма-матер — Университет Дьюка, заняв позицию ассистента главного тренера футбольной команды.
Вернулся в «Чикаго Файр»: в 2008—2009 годах вновь ассистировал главному тренеру, в 2010—2012 годах занимал должность спортивного директора.
В 2013—2014 годах Джеффриз возглавлял клуб «Де-Мойн Менис». По итогам сезона 2014 он был признан тренером года в Премьер-лиге развития.
5 декабря 2014 года Джеффриз был назначен главным тренером новообразованного клуба USL Pro «Шарлотт Индепенденс». 7 декабря 2018 года он перешёл на должность генерального менеджера, пост главного тренера занял Джим Магиннесс. 12 июня 2019 года Магиннесс был уволен, Джеффриз вновь стал главным тренером и при этом остался генеральным менеджером.